# Sárospataky István
Sárospataky István (Kolozsvár, 1941. augusztus 8. –) magyar drámaíró, pszichiáter, fogorvos.

## Élete
Középiskolai tanulmányait 1955 és 1959 között az Óbudai Árpád Gimnáziumban végezte. Orvosi diplomáját (diploma száma: 121/1966) a budapesti Semmelweis Orvostudományi Egyetem Fogorvostudományi Karán szerezte 1966-ban.

## Színházi bemutatók
- Zóra - 1974
- Táncpestis - 1976
- Kőmíves Kelemenné - 1978
- Salome - 1980
- Fekete tűz - 1980
- Szemfényvesztők - 1983
- Teakúra - 1984
- Drágamama - 1985
- Mese a halhatatlanságról - 1986

## Egyéb művei
- Condra – 1973
- Köd – 1977
- Lóének – 1977
- Agria – 1978
- Sárospataky István-Eck Imre-Petrovics Emil: Salóme TV-film 1982
- Országút a mennyországba – monodráma – 2010 (MyBook könyvkiadó) ISBN 978-963 12-4990-3,  2016
- Sárospataky István Drámák I. (MyBook könyvkiadó) ISBN 978-963-12-4995-8, 2016
- Sárospataky István Drámák II. (MyBook könyvkiadó) ISBN 978-963-12-5617-8, 2016

## Filmszereplés
- A harangok Rómába mentek - 1958

## Tagságai
- Magyar Írószövetség[5]
- Magyar Orvosi Kamara[6]